# 안대현
안대현(安大鉉, 1962년 10월 28일~)은 대한민국의 레슬링 선수, 지도자이다.
충청북도 괴산 출신으로 1986년 서울 아시안게임 은메달. 1987 메라컵 국제 레슬링 대회 금메달. 1988 피어젠트컵 국제 레슬링 대회 은메달. 1988년 서울올림픽 그레코로만형 62kg급 동메달. 1989 피어젠트컵 국제 레슬링 대회 동메달. 2003년 5월 성신양회 레슬링팀 코치 선임.